# Враненці
Вра́ненці (болг. Враненци) — село в Пазарджицькій області Болгарії. Входить до складу общини Велинград.

## Населення
За даними перепису населення 2011 року у селі проживали 169 осіб, з них 5 осіб (71,4%) — болгари.
Розподіл населення за віком у 2011 році:
Динаміка населення: